# Chalenata mesonephele
Chalenata mesonephele là một loài bướm đêm trong họ Noctuidae.